# Siebra
Siebra é um sobrenome de origem geográfica ligada a Região da Sanabria na Península Ibérica.

## Origem do sobrenome Siebra
O Sobrenome Siebra deriva do Galego que foi o nome adotado pelos descendentes de Mem Rodriguez de Sanabra após seu exílio ao Porto da Feira no ano de 1732.

No Brasil a primeira aparição documentada do sobrenome Siebra se encontra no registro
de casamento de Pedro de Siebra, o almoxarife de Santos com Filipa da Mota. De fato, o sobrenome citado é SEABRA, como pode ser visto na fonte citada abaixo. Não se tem provas de ligação entre as duas famílias, Siebra e Seabra.

## História do sobrenome Siebra
Os ástures (ou cismontanos) eram um conjunto de 22 tribos formados pelos clãs Pésicos, Tiburos, Gigurros, Laciencos e Zelas que habitavam o noroeste da Península Ibérica na margem do rio Astura e possuíam cerca de 240 mil habitantes. Sua capital era a Astúrica. (Plínio, o Velho) 

Guerra da Cantábria

Campanha contra os ástures (Século 29 A.c a 22 Ac)

No ano 25 a.C., O legado Publius Carisio comandando as legiões: Legio V Alaude, Legio VI Victriz e Legio X Gemina juntamente com as legiões auxiliares: II Ala dos Galos e  IV Coorte dos Galos derrotaram o Castelo Asturiano marcando com isso a conquista contra todos os clãs dessa região depois de 200 anos de guerras. (Lúcio Aneu Floro - Historiador Romano)

## Surgimento da cidade de Senabre
No ano 29 a.C. começa a Pax Romana a região da Astúrias é batizada com o nome Hispânia e a antiga capital Astúrica recebe o nome de  "Cidade Senabre" (em latim: Urbs Senabrie. Com o colapso do Império Romano os "povos bárbaros" iniciam sua campanha de invasão contra os domínios romanos, no ano 410, os Visigodos invadem Roma marcando o fim do Império Romano no Ocidente.

## Surgimento de Senaprie
No ano 507 D.c os  Visigodos se estabelecem na Hispânia, dentre as cidades romanas conquistadas encontra-se a Cidade Senabre (fortemente influenciada pelo Catolicismo) que passa a ser chamada pelos Visigodos como Senaprie. Os Visigodos então começaram a sofrer as influências do Catolicismo primitivo, principalmente no que diz ao uso da linha ideológica do Cristianismo Ariano. Muitos se converteram ao catolicismo.

## Surgimento do sobrenome Sanabria
No ano de 569 D.C o rei suevo Teodomiro convocou o Concilio de Lugo para reestrutura a divisão das dioceses, uma vez que essas eram os centros administrativos que auxiliavam o domínio de sua monarquia no Reino Visigodo. Pelo Parochiale Suevorum ou Ata do Concílio de Lugo, Senaprie passa a ser chamado de Paroquia de Sanabria ou Povo de Sanabria. Sede administrativa da cunhagem de moedas.
Durante a Guerra Civil Castelhana entre os Reis Pedro I da Espanha e Henry II da França, o nobre Sanabriano Mem Rodriguez de Sanabria, filho de Pedro Suarez de Sanabria e neto de Sanabria Fernan Garcia recebeu dentre várias terras a cidade de Pueblo Sanabria (Povo de Sanabria ou Paroquia de Sanabria) como recompensa por ter lutado no lado do rei Pedro I, o Cruel. O Rei Pedro I devido não ter cumprido o seu acordo com os britânicos, um dos apoiadores de sua Guerra, é abandonado. O Rei Henry II aproveita a situação e começa a retomar as cidades perdidas. Abandonado, o Rei Pedro I só confia em um homem, Mem Rodriguez de Sanabria, a perseguição do rei Henry II força a recuada das tropas do Rei Pedro I e no dia 14 de março de 1369 o rei é cercado em Montiel.

No dia 21 de março de 1369, Mem Rodriguez de Sanabria de encontra com o líder do cerco o francês  Bertrand Duguesclin e lhe oferece oferece uma enorme quantidade de ouro e as suas terras em troca da liberdade do Rei, aparentemente esse aceita o suborno e marca a madrugada do próximo dia para ocorrer a fuga.

Na madrugada do dia 22 a 23 de março de 1369 o Rei Pedro I e Mem Rodriguez de Sanabria entram na tenda de Bertrand Duguesclin para serem escoltados, mas são traídos com a presença do Próprio Rei Henry II que enfia uma faca no rosto de Pedro I o matando.

Mem Rodriguez de Sanabria consegue escapar.

Mem Rodriguez de Sanabria invade a Galiza de Portugal juntamente com Juan Alfonso de Zamora. O Rei Fernando I de Portugal torna-se o herdeiro do reino de Pedro I, Men Rodriguez de Sanabria apoia esse rei trazendo 80 escudeiros, ocorre a Guerra Fernandina entre o Rei Henry II e Fernando I.

Diante do apoio dado ao rei, Mem Rodriguez de Sanabria recebe a cidade portuguesa Vila da Feira, perto do Porto.

No ano de 1731 na batalha do Porto dos Bois o Rei Fernand I é derrotado, nesse mesmo ano é assinado o Tratado de Alcoutim.

No ano de 1732 o Rei Henry II invade Portugal e obriga o Rei Ferdinand I a assinar o Tratado de Santarem expulsando seus aliados, dentre eles Mem Rodriguez de Sanabria.

Mem Rodriguez de Sanabria é expulso em 1732, e se estabele na sua Vila da Feira.

## Surgimento da familia Siebra|Siebra
Na Vila da Feira, perto do Porto que começa a saga da Família Sanabria.

Os descendentes de Mem Rodriguez de Sanabria adotam a forma variante Galega Siebra e começam a participar das expedições de colonização portuguesa, tornando-se comerciantes.

Os Siebras singram o mar e seus descendentes ocupam as ilhas Canárias e diversas colônias portuguesas.

O Registro mais antigo do sobrenome Siebra no Brasil é o registro de casamento no ano de 1551 de Pedro de Siebra, o almoxarife de Santos com Filipa da Mota.

Com a continuidade da descendência, os registros feitos no Brasil acabam sofrendo alterações por motivos dentre eles o mais provável foi descuido dos padres que eram os responsáveis pelos documentos na época, devido a isso por erros de grafia no Brasil temos dois sobrenomes a origem da família: os Siebras.

Ainda não há estudos genealógicos sobre a ramificação da família Siebra no Brasil, o que se sabe é que a grande maioria está estabelecida Nordeste Brasileiro.